# 킴 페럿
킴 페럿(영어: Kim Perrot, 1967년 1월 18일 ~ 1999년 8월 19일)은 미국의 여자 농구 선수로 선수 시절 포지션은 포인트 가드였다.

## 생애
킴 페럿은 루이지애나주 라피엣 출신이며 루이지애나주 스콧에 위치한 어케이디애나 고등학교를 졸업했다. 1986년부터 1990년까지 사우스웨스턴 루이지애나 대학교(현재의 루이지애나 라피엣 대학교) 재학했고 대학교 여자 농구부에서 가드로 활약했다. 1990년부터 1997년까지 스웨덴의 비스뷔 레이디스(1990년 ~ 1991년), 독일의 브라멘 부퍼탈(1991년 ~ 1992년), 이스라엘의 마카비 텔아비브(1994년 ~ 1995년), 프랑스의 RC 스트라스부르(1996년 ~ 1997년)에서 활약했다.
킴 페럿은 1997년 전미 여자 농구 협회(WNBA) 드래프트에서 비지명 선수 자격을 부여받으면서 휴스턴 코메츠에서 입단했으며 소속 팀에서 주전 포인트 가드로 활약했다. 1997년, 1998년에는 소속 팀 동료였던 신시아 쿠퍼와 함께 휴스턴 코메츠의 WNBA 우승을 견인했고 2차례의 시즌 동안에는 평균 7.2 포인트, 3.3 스틸, 2.9 리바운드를 기록했다.
킴 페럿은 1999년 2월에 폐암 진단을 받은 이후에 농구 코트를 떠났는데 휴스턴 코메츠 선수들은 킴 페럿을 팀의 정신적인 지주로 여겼다. 하지만 킴 페럿의 폐암은 뇌에 전이되어 있었다. 킴 페럿은 뇌로 전이된 종양을 제거하기 위해 수술과 방사선 치료를 받았지만 의사들이 권유했던 화학 요법은 거절했다. 킴 페럿은 암 치료를 받기 위해 멕시코로 떠났지만 증세가 악화되면서 미국 텍사스주 휴스턴으로 돌아가게 된다.
킴 페럿은 1999년 8월 19일에 현역 선수로는 최초로 사망한 WNBA 소속 선수가 되었다. 휴스턴 코메츠는 1999년 WNBA 시즌에서 3회 연속 우승을 달성했으며 시즌 종료 이후에 킴 페럿이 현역 시절에 달았던 등 번호 10번을 영구 결번 처리했다.